# گروه کیر
گروه کیر (انگلیسی: Kier Group) شرکت املاک بریتانیایی است، که در سال ۱۹۲۸ تأسیس شد.